# Fontmell Magna
Fontmell Magna – wieś w Anglii, w hrabstwie Dorset. Leży 33 km na północny wschód od miasta Dorchester i 157 km na południowy zachód od Londynu.